# Botinec
Botinec je naseljeno mjesto u sastavu Grada Zagreba, čiji je gotovo nenaseljen južni dio službeno samostalno naselje, dok je gušće naseljen sjeverni dio 1991. godine pripojen središnjem naselju Zagreb, kao gradsko naselje u četvrti Novi Zagreb – zapad. Nalazi se uz zagrebačku obilaznicu, sjeverno od Odranskog Obreža i zapadno od Gornjih Čeha. Kroz naselje prolazi Ulica dr. Luje Naletilića, koja prema jugu vodi do Brezovice i Odranskog Obreža.
Dan Botinca obilježava se 25. lipnja.

## Povijest
Naselje je dobilo ime po grofovskoj obitelji Boti. U Botincu je 1848. bio utaboren Josip Jelačić u trenutku kad je proglašen banom, te je odande krenuo u Zagreb na bansku instalaciju. Botinec se ranije nazivao i Botinec Stupnički ili Stupnički Botinec. Glavnina današnjeg naselja (osim "Starog Botinca"), nastala je nakon velike poplave koja je u listopadu 1964. pogodila Zagreb. Nakon poplave su u Botincu i Retkovcu sagrađena naselja montažnih kuća-prizemnica u koje su preseljeni stanovnici čije su kuće stradale u poplavi. Većina je stanovnika tada, nakon privremenog boravka na Velesajmu, u Botinec došla iz naselja Rudeš. Montažne kuće u Botincu bile su zamišljene kao privremeno rješenje, a preseljenim je stanovnicima obećano da će za nekoliko godina dobiti stanove, no to obećanje nije nikada ostvareno. 
Trideset botinečkih ulica nosi nazive prema djelima i likovima iz hrvatske književnosti, za što je zaslužan profesor hrvatskog jezika Blago Vranković, koji je 90-ih godina bio član komisije za preimenovanje ulica.
Godine 1991. veći dio Botinca pripaja se naselju Zagreb i postaje gradskim naseljem u četvrti Novi Zagreb – zapad. Samostalno naselje Botinec tako gubi većinu svojeg teritorija, a samim time i većinu stanovništva.

## Stanovništvo
Prema popisu stanovništva iz 2001. godine, naselje je imalo 22 stanovnika te 7 obiteljskih kućanstava.
Prema popisu stanovništva iz 2011. godine, naselje je imalo 9 stanovnika.
| broj stanovnika | 77    | 103   | 109   | 99    | 120   | 145   | 177   | 199   | 220   | 240   | 270   | 4964  | 5425  | 12    | 22    | 9     | 4     |
|                 | 1857. | 1869. | 1880. | 1890. | 1900. | 1910. | 1921. | 1931. | 1948. | 1953. | 1961. | 1971. | 1981. | 1991. | 2001. | 2011. | 2021. |

## Ustanove i udruge
- U Botincu se nalazi katolička crkva sv. Stjepana.
- Od 1947. na području Botinca djeluje BC Institut za proizvodnju i oplemenjivanje bilja (od imena Botinec dolazi oznaka BC).
- Osnovna škola braće Radić, utemeljena je 1966. godine.
- Klub dragovoljaca i veterana domovinskog rata osnovan je 2005. i ima oko 70 članova.
- Dobrovoljno vatrogasno društvo osnovano je 1972.
- U Botincu djeluje nogometni klub "Botinec", koji je osnovan 1979 (od 1979. do 1983. zvao se NK "Vatrogasac"), a natječe se u 3. zagrebačkoj nogometnoj ligi.
- U Botincu je 1991. osnovan košarkaški klub "Botinec", kasnije "Hiron-Botinec", koji je bio prilično uspješan, a kasnije je preimenovan u KK "Cedevita", te se preselio u dvoranu "Sutinska vrela".
- Mjesna samouprava Botinec – korisnici prostora MS Botinec su: Hrvatska demokratska zajednica (HDZ), Hrvatska narodna stranka (HNS), Klub dragovoljaca i veterana domovinskog rata Botinec, Matica umirovljenika, Odred izviđača „Bota“, Socijaldemokratska partija (SDP), Udruga Roma Hrvatske „Romski san“ i Zavičajni klub „Zvonimirovac – Adolfovac“.
- Judo klub Braća Radić
- Tae kwon do klub Lokomotiva